# Gottlieb Fischer (Politiker)

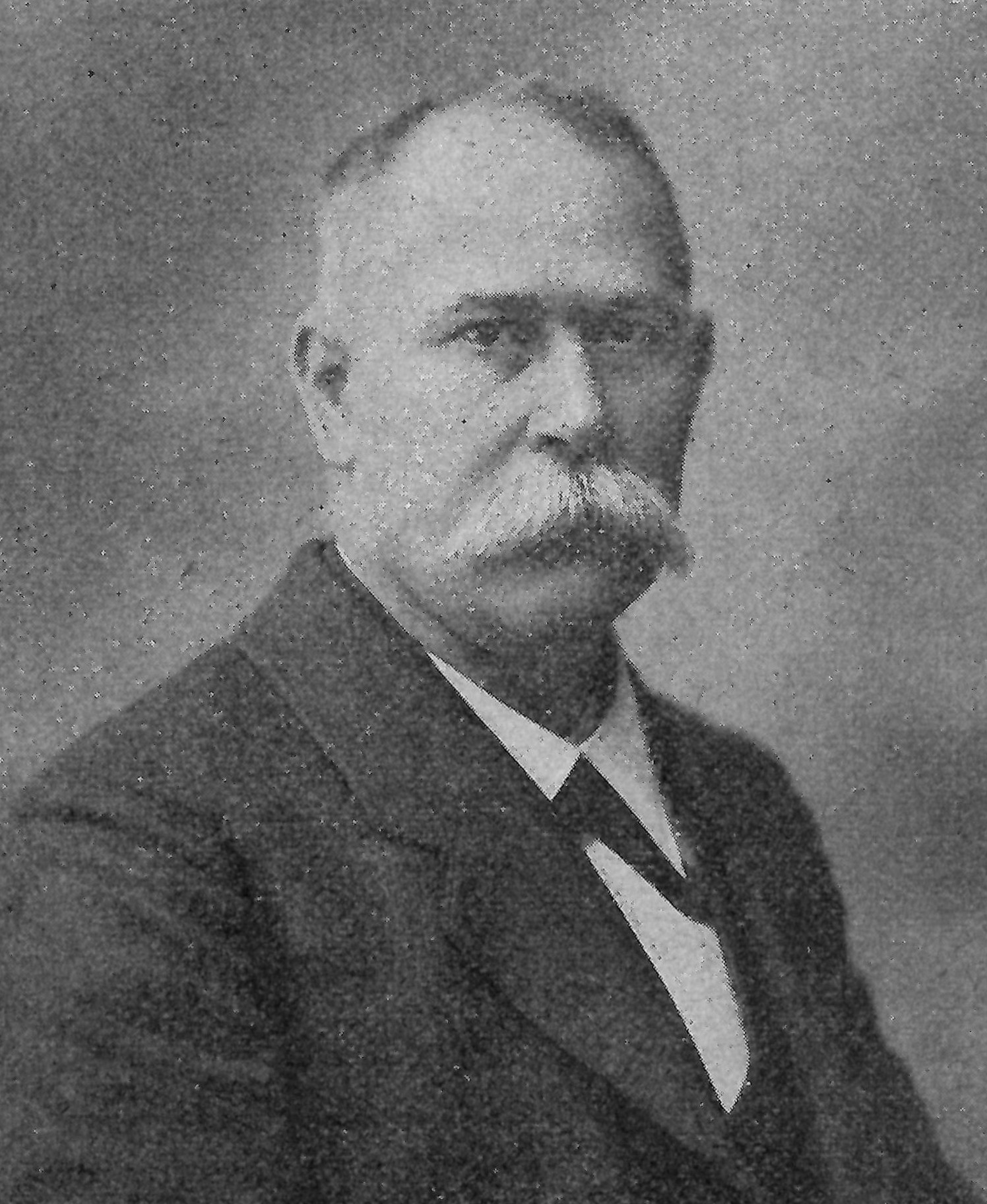
Gottlieb Fischer, um 1915

Johann Gottlieb Fischer (* 10. Februar 1867 in Hochdorf; † 12. Juni 1926 in Stuttgart) war ein württembergischer Landtagsabgeordneter. 

## Leben
Fischer war der Sohn des Webers Johann Simon Fischer und von dessen Frau Rosina Margaretha, geb. Unger. Er besuchte die Volksschule und machte anschließend eine Lehre zum Schmied. In diesem Beruf war er tätig, bis er im Jahr 1900 Expedient der Tageszeitung „Schwäbische Tagwacht“ wurde. Er war Mitglied der SPD und Parteisekretär in Cannstatt. Seit 1914 war er auch Mitglied des SPD-Landesvorstands in Württemberg. Im Februar 1915 wurde Fischer in einer Ersatzwahl für den verstorbenen Abgeordneten Leonhard Tauscher in den Württembergischen Landtag gewählt. Fischer trat sein Mandat im Juni 1915 an und blieb bis 1918 Abgeordneter. Von 1919 bis 1920 war er dann Mitglied der Württembergischen Verfassunggebenden Landesversammlung.